# Трекер (программа)

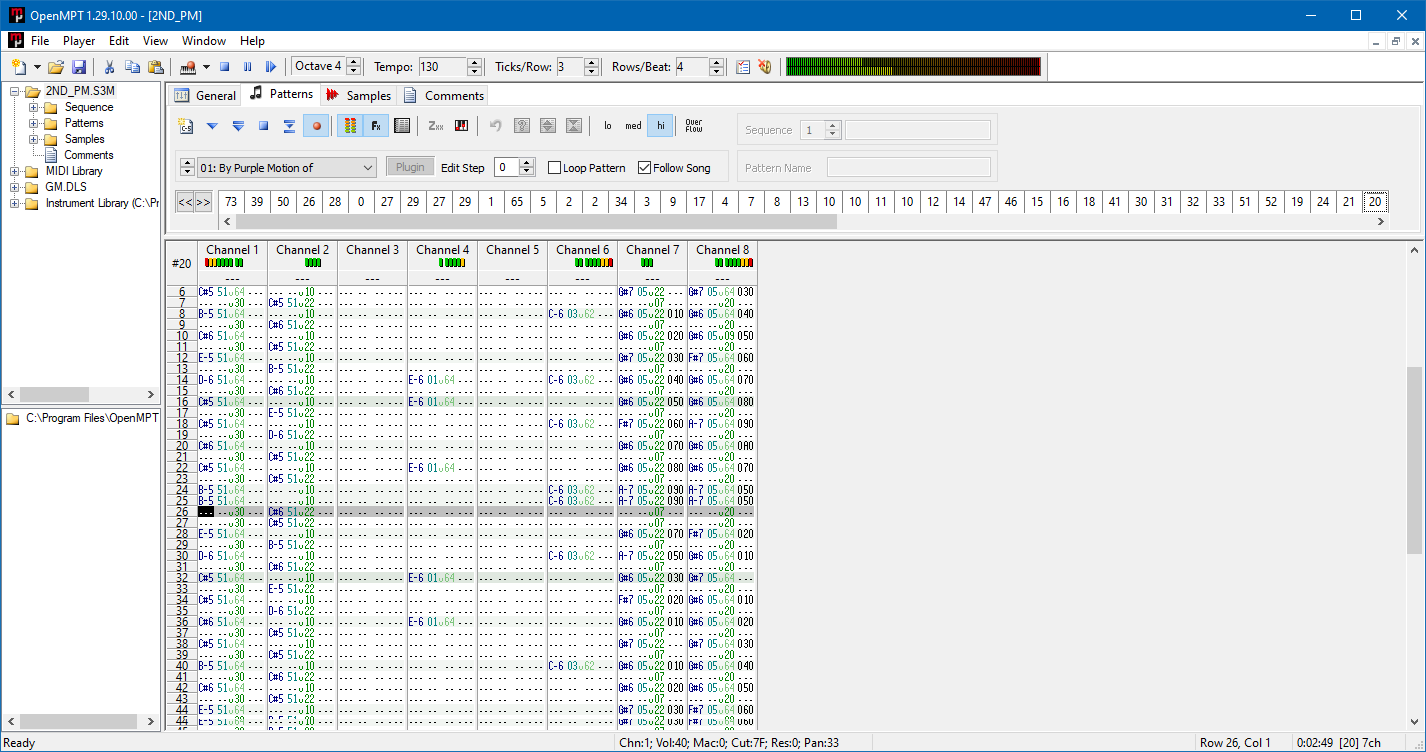
OpenMPT

Трекер (англ. tracker) — общий термин для класса программных музыкальных семплеров/секвенсоров, которые в их простейшем виде позволяют пользователю расставлять звуковые семплы последовательно во времени на нескольких монофонических каналах. Интерфейс трекеров в основном числовой. Ноты вводятся с клавиатуры, в то время как параметры, эффекты и прочее вводятся в виде латинских букв и чисел (обычно в шестнадцатеричном виде). Завершённая музыкальная композиция состоит из нескольких небольших многоканальных фрагментов — паттернов, порядок воспроизведения которых определяется главным списком — так называемым ордер-листом.

## Принципы работы
Общими элементами для всех трекеров являются семплы, ноты, эффекты, каналы (треки), паттерны и их порядок.
Семпл — небольшой фрагмент оцифрованного инструмента, голоса или другого звукового эффекта. Большинство трекеров позволяют закольцовывать часть семпла, имитируя ноты протяжённого звучания.
Нота определяет частоту, на которой воспроизводится семпл. Увеличением или уменьшением скорости воспроизведения оцифрованного семпла поднимается или опускается высота ноты (питч), имитируя инструментальные ноты (например, C, C#, D и т. д.)
Эффект — специальная функция, применяемая к определённым нотам. Общими для всех трекеров являются такие эффекты как изменение громкости, глиссандо, портаменто, вибрато, ретриггер, арпеджио и панорамирование.
Канал (или трек) — пространство, в котором одновременно может воспроизводиться только 1 семпл. Трекеры для классической Amiga предоставляли возможность создавать 4-х канальные 8-14 битные стереокомпозиции на 4 канала (в то время как на IBM PC господствовал 1-битный монофонический спикер и только появилась карта FM-синтеза AdLib). Современные трекеры могут микшировать неограниченное количество виртуальных каналов в одном звуковом потоке благодаря программному микшированию. Каналы имеют фиксированное количество строк, на которых могут быть размещены ноты и эффекты (большинство трекеров выстраивают треки вертикально). Обычно канал содержит 64 строки, что составляет 4 такта размера 4/4 (или 16 beats, то есть 16 четвертей).
Паттерн — группа одновременно воспроизводимых каналов, представляющая полноценную часть музыкальной композиции.
Порядок — последовательность воспроизведения паттернов, определяющая структуру музыкальной композиции. Внутри последовательности паттерны могут повторяться, таким образом возможно относительно быстрое создание общей структуры произведения.
Существуют также трекеры, использующие вместо семплов синтез звуков в реальном времени. Многие из этих программ предназначены для создания музыки при помощи микросхем звукогенераторов, таких как микросхема OPL в звуковых картах Adlib и SoundBlaster, или звуковых микросхем классических бытовых компьютеров. Большинство современных трекеров могут использовать в качестве источников звуков VST-инструменты (VSTi).
Трекерная музыка обычно сохраняется в файлах, называемых «модулями», где информация о структуре композиции и семплы содержатся внутри одного и того же файла. Воспроизведение большинства «классических» форматов трекерных модулей поддерживается такими популярными музыкальными плеерами, как Winamp, XMMS, foobar2000, а также ModPlug Player (используется в XMMS в виде библиотеки), отдельно приспособленным для проигрывания модулей основной части когда-либо существовавших форматов и их вариаций. Наиболее распространёнными форматами модулей являются: MOD, S3M, XM и IT.

## История
Термин «трекер» происходит от названия первой трекерной программы Ultimate Soundtracker. Ultimate Soundtracker был разработан Карстеном Обарски (Karsten Obarski) и выпущен в 1987 году компанией Electronic Arts для компьютера Commodore Amiga. Ultimate Soundtracker был коммерческим продуктом, но немногие из последующих клонов, такие как NoiseTracker, были на него похожи. Основная концепция пошагового упорядочивания семплов с помощью цифр, как это делается в трекерах, применялась в Fairlight CMI, рабочей станции для записи семплов в конце 1970-х. Некоторые ранние музыкальные редакторы с интерфейсом, подобным трекерам, были выпущены для Commodore 64, например Rock Monitor, но они не имели возможности воспроизводить семплы вместо нот на встроенном в компьютере синтезаторе (некоторые версии позволяли использовать 4-битные семплы, программируя контроллер звука Commodore 64 нестандартным образом).
Появление трекерных секвенсеров произвело революцию в компьютерной музыке: использование этих программ на дешёвых домашних компьютерах (вместо дорогих профессиональных сэмплеров) сделало написание музыки доступным практически любому подростку.
Первой компьютерной игрой использовавшей трекерную музыку была Amegas (1987 год), клон Арканоида для Amiga. Музыка сочинённая Карстеном Обарски, обычно считается первым когда-либо созданным трекерным модулем, она хорошо известна поклонникам старой школы в компьютерной музыке.
Большинство ранних музыкантов-трекеров были из Великобритании и Скандинавии. Это может быть объяснено близкими отношениями трекеров и демосцены, которая быстро развивалась в скандинавских странах, и относительной доступностью в Великобритании компьютеров, способных исполнять трекерные программы. Трекерная музыка стала чем-то вроде андеграундного феномена, особенно когда большое количество современной популярной музыки было танцевальной музыкой, созданной на основе семплов (жанр относительно простой для производства пошаговым упорядочиванием). Фактически несколько верхних мест в танцевальных хит-парадах синглов 1989—1990 годов прямо предвещали направление в сочинении трекерной музыки, которое осталось популярным на многие годы. В частности песня «Pacific» от 808 State и «I believe» от Octave One.
Популярность трекерных форматов музыки также может быть объяснена тем, что они включали в себя и данные, и семплы. В начале 1990-х цена на звуковые карты с волновым табличным синтезатором для персонального пользования была очень высока, а выразительные возможности дешёвых звуковых карт с FM-синтезаторами были весьма ограничены. Трекеры не нуждались в этих возможностях.
Первые трекеры на Amiga поддерживали только 4 канала для 8-битных семплов. Это ограничение было вызвано аппаратными возможностями микросхемы Paula, реализующей функцию воспроизведения звука в компьютерах Amiga. Тем не менее, с того момента когда ноты были семплами, ограничение было менее важным, чем ограничение синтезирующих музыку микросхем. Более поздние трекерные программы, из которых наиболее известна OctaMED, позволяли использовать 8 и более каналов, в то время как специальное аппаратное обеспечение позволяло 16-битное воспроизведение.

## Трекеры на IBM PC совместимых компьютерах
- FastTracker 2
- Impulse Tracker
- OpenMPT
- DefleMask
- Furnace

## Текущее состояние
Трекерная музыка актуальна до сих пор[когда?]. Её можно услышать в таких компьютерных играх, как серия Unreal и Deus Ex, а также в значительном количестве инди-игр. Несмотря на лёгкую доступность программных семплеров, синтезаторов и секвенсоров, наступление форматов MP3 и позднее Ogg стало причиной перехода большинства профессиональных музыкантов на другое музыкальное программное обеспечение. Но трекерные программы продолжают развиваться. Оригинальная серия трекеров для Amiga (Sound/Noise/Pro Tracker/OctaMED) продолжена на ПК трекером ProTracker 5, разработка которого возобновлена в 2004 году. Buzz, Buzztrax (свободный аналог Buzz), ModPlug Tracker, MadTracker, Renoise, reViSiT, Skale, CheeseTracker, BeRoTracker, SunVox, SVArTracker и другие программы, предлагающие невообразимые возможности, вернулись в наши дни с улучшенными соотношением сигнал/шум, автоматизацией, поддержкой VST, внутренних DSP и мультиэффектов, поддержкой множества карт ввода-вывода. Трекерные форматы файлов популярны в сообществе Game Boy Advance, который, в отличие от оригинального Game Boy, обладает достаточной вычислительной мощностью для поддержи трекерной музыки, занимающей мало места по сравнению с MP3 и другими форматами хранения звука.
Традиционные упрёки трекеров в неуклюжести и сложности программ (рассчитанных преимущественно на публику с техническим складом ума) постепенно преодолеваются, а программы становятся более доступными и понятными пользователю. Как таковое трекерство с недавних пор получило второе дыхание с появлением людей, начавших понимать важность написания музыки настолько быстро насколько возможно — музыкальный эквивалент печати вслепую. Действительно, исследовательский проект в текущий момент изучает взаимодействие компьютера и человека при написании музыки и попытается понять, как такие методы как трекерство могут послужить уроком, относящимся к процессу сочинения музыки[значимость факта?].

### Трекеры
- MOD Software в каталоге ссылок Curlie (dmoz)
- Официальная страница Renoise Tracker
- Официальная страница Mad Tracker
- Официальная страница кросс-платформенного трекера Sunvox
- Impulse Tracker: как сочинять музыку, не зная нот
- FamiTracker: трекер, эмулятор звукового чипа NES — Ricoh 2A03

### Архивы трекерной музыки
- modarchive
- traxinspace (зеркало)
- русскоязычное сообщество трекеров (не активно с 2009 года)